# Сборная Чехии по бейсболу
Сборная Чехии по бейсболу — сборная, представляющая Чехию на международных соревнованиях по бейсболу. Основана в 1993 году. Ранее входила в Чехословакию.
Чехия занимает 6-е место в Европейском и 27-е место в Мировом рейтингах. Высшее достижение — 4-е место на чемпионате Европы 2014. С чемпионата Европы 1997 года постоянно участвует в основном этапе этого турнира. В 2009 году Чехия являлась хозяйкой группы на чемпионате мира (то есть все матчи проходили в Чехии). Ни разу не участвовала на Олимпиаде и в Межконтинентальном кубке.

## Результаты

### Классический чемпионат мира
| Результаты | Результаты           | Результаты           | Результаты           | Результаты           | Результаты           | Результаты           | Результаты           |                      | Квалификационные результаты | Квалификационные результаты | Квалификационные результаты | Квалификационные результаты | Квалификационные результаты |
| Год        | Страна-Хозяйка       | Раунд                | Позиция              | W                    | L                    | ЗР                   | ПР                   | Страна-Хозяйка       | W                           | L                           | ЗР                          | ПР                          |                             |
| ---------- | -------------------- | -------------------- | -------------------- | -------------------- | -------------------- | -------------------- | -------------------- | -------------------- | --------------------------- | --------------------------- | --------------------------- | --------------------------- | --------------------------- |
| 2006       | Не участвовала       | Не участвовала       | Не участвовала       | Не участвовала       | Не участвовала       | Не участвовала       | Не участвовала       | Не квалифицировалась | Не квалифицировалась        | Не квалифицировалась        | Не квалифицировалась        | Не квалифицировалась        |                             |
| 2009       | Не участвовала       | Не участвовала       | Не участвовала       | Не участвовала       | Не участвовала       | Не участвовала       | Не участвовала       | Не квалифицировалась | Не квалифицировалась        | Не квалифицировалась        | Не квалифицировалась        | Не квалифицировалась        |                             |
| 2013       | Не квалифицировалась | Не квалифицировалась | Не квалифицировалась | Не квалифицировалась | Не квалифицировалась | Не квалифицировалась | Не квалифицировалась | Флаг Германии        | 0                           | 2                           | 6                           | 28                          |                             |
| Итог       | 0/3                  |                      |                      | -                    | -                    | -                    | -                    | 1/1                  | 0                           | 2                           | 6                           | 28                          |                             |

Чемпионат мира по бейсболу 2009
В 2009 году, впервые за всю историю Чемпионата мира, принимающих стран было несколько, а не одна, как это было раньше. И одной из этих стран была Чехия. А именно группа А (Мексика, Австралия, Тайбэй). И там все 3 матча проиграла (5-36).
Чемпионат Европы по бейсболу
| - 1997 : 7-е - 1999 : 8-е - 2001 : 5-е - 2003 : 6-е - 2005 : 5-е - 2007 : 12-е - 2010 : 7-е - 2012 : 5-е - 2014 : 4-е |